# Kalayaan (Palawan)
Kalayaan (Bayan ng Kalayaan) är en kommun och en ögrupp i Filippinerna. Kommunen tillhör provinsen Palawan och ligger på ön med samma namn. Folkmängden uppgår till 223 invånare.
Kalayaan är indelat i 1 barangayer.

## Bildgalleri

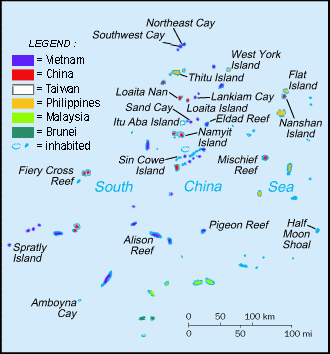